# Guz wydzielający wazoaktywny peptyd jelitowy
Guz wydzielający wazoaktywny peptyd jelitowy, guz wydzielający VIP, VIPoma, zespół Vernera-Morrisona – rzadki guz neuroendokrynny, wywodzący się z komórek autonomicznego układu nerwowego, wydzielający wazoaktywny peptyd jelitowy (VIP).
Częstość zachorowań wynosi 1:10 000 000 na rok. W 90% zlokalizowany jest w ogonie trzustki, w 10% stwierdza się inne lokalizacje, w tym w nadnerczach, przestrzeni zaotrzewnowej, śródpiersiu, płucach, jelicie cienkim.
W niektórych przypadkach guz może wydzielać, oprócz VIP, inne hormony przewodu pokarmowego: gastrynę, substancję P, glukozozależny peptyd insulinotropowy.
W 50% przypadków jest guzem złośliwym, dającym przerzuty do wątroby.

## Objawy kliniczne
- wodniste biegunki, które są bardzo obfite i osiągają objętość do 20 litrów na dobę. Biegunki nie zmniejszają się pod wpływem głodzenia, i mogą mieć charakter stały lub występują ciągle.
- biegunki doprowadzające do odwodnienia, hipokaliemii i hipo- lub achlorhydrii, które to zaburzenia doprowadzają z kolei do osłabienia (astenia), zaburzeń rytmu serca i kwasicy metabolicznej[2]
- inne spotykane rzadziej objawy (cukrzyca, hiperkalcemia, rumień skóry wywołany bezpośrednim wazodylatacyjnym działaniem VIP na naczynia krwionośne)

## Rozpoznanie
Rozpoznanie choroby opiera się na stwierdzeniu:
- zwiększonego stężenia VIP w surowicy
- guza trzustki w badaniach obrazowych, w tym USG, TK lub RM jamy brzusznej.

## Leczenie
Podstawową metodą leczniczą jest leczenie operacyjne. W przypadku niemożności jego przeprowadzenia stosuje się leczenie paliatywne, opierające się na:
- leczeniu doprowadzającym do zmniejszenia liczby przerzutów
  - selektywnej embolizacji lub chemioembolizacji
  - radioablacji
  - terapii izotopowej.

Przed leczeniem operacyjnym stosuje się leczenie objawowe w oparciu o diazoksyd lub streptozotocynę.
Chemioterapia jest nieskuteczna.

## Klasyfikacja ICD10
| kod ICD10     | nazwa choroby                                           |
| ------------- | ------------------------------------------------------- |
| ICD-10: C25.4 | Nowotwór złośliwy wewnątrzwydzielniczej części trzustki |
| ICD-10: E16.8 | Zwiększone wydzielanie wazoaktywnego peptydu jelitowego |